# Poly Real Estate
Poly Real Estate Group Company Limited (SSE: 600048) er en kinesisk ejendomsvirksomhed, engageret i fast ejendom i Kina indenfor design, udvikling, konstruktion og salg af erhvervs- og boligejendomme, desuden administration af ejendomme. Virksomheden er et datterselskab til det statsejede China Poly Group.
Poly Real Estate har hovedsæde i Guangzhou i Guangdong. Selskabet blev børsnoteret på Shanghai Stock Exchange i 1992.

## Jordbesiddelser
Pr. september 2009 havde Poly Real Estate jordbesiddelser på i alt 23,5 millioner km2.